# Union Pacific 844
Union Pacific 844 (заводской номер — 72791) — паровоз типа 2-4-2, эксплуатируемый на Union Pacific Railroad и являющийся на ней самым молодым (последний поступивший на дорогу паровоз). Единственный из всех паровозов, эксплуатируемых на американских железных дорогах 1 класса, который ни разу не исключался из эксплуатационного парка.

## Ранняя история
Данный паровоз построен в декабре 1944 года и был последним в партии из 10 паровозов серии FEF-3, которые дорога Union Pacific заказала в том же году и которые стали последними поступившими на дорогу паровозами. Как и предыдущие представители серии FEF-2, относительно лёгкие паровозы серии FEF-3 предназначались для работы с пассажирскими поездами, такими как Overland Limited, Los Angeles Limited, Portland Rose и Challenger. UP 844 изначально строился для угольного отопления, но уже в следующем году был переоборудован для отопления мазутом. Высокая мощность локомотива при большом диаметре движущих колёс и цельнолитой раме экипажа позволяла относительно легко и безопасно тянуть состав из 26 вагонов со скоростью 100 миль/ч (161 км/ч), хотя из-за ограничений по расписанию, скорость не превышала 80 миль/ч (128 км/ч). В связи с переводом пассажирских поездов дороги на тягу тепловозами, UP 844 был переведён на грузовую службу и с 1957 по 1959 годы эксплуатировался в штате Небраска. В 1960 году паровоз едва не списали на слом, но вместо этого было решено его сохранить.

## Экскурсионная карьера
В 1962 году паровоз начал обслуживать экскурсионные поезда дороги. Помимо этого, он часто появлялся на различных торжествах. Так UP 844 присутствовал на ЭКСПО-74 в Спокане, в 1978 году на открытии железнодорожного музея в Огдене (Юта), в 1981 году на открытии железнодорожного музея в Сакраменто (Калифорния) и в 1984 году на Международной ярмарке в Новом Орлеане. В 1989 году данный паровоз на пару с Southern Pacific 4449 участвовал на 50-летии станции Уньон в Лос-Анджелесе. Также 14 февраля 1975 года он же вместе с парой EMD SDP40F провёл поезд San Francisco Zephyr компании Amtrak от Денвера (Колорадо) до Шайенна (Вайоминг).
В 14 октября 1990 года паровоз 844 был во главе процессии специальных поездов в честь 100-летия Дуайта Эйзенхауэра и посвященных ветеранам Второй мировой войны
Стоит отметить, что в 1962 году номер 844 из-за неразберихи был присвоен также тепловозу EMD GP30. Тогда во избежание путаницы, обозначение паровоза сменилось на UP 8444. В июне 1989 года тепловоз был отставлен от работы, в связи с чем паровоз 8444 стал опять 844. Однако интересно, что тепловоз EMD GP30 № 844 сохранился и даже совершает периодические поездки с экскурсионными поездами.
С осени 2010 года на сайте дороги Union Pacific было открыто голосование, на котором железнодорожные фанаты выбирают город, куда в следующий раз отправится паровоз.

## Прочие уцелевшие паровозы серии

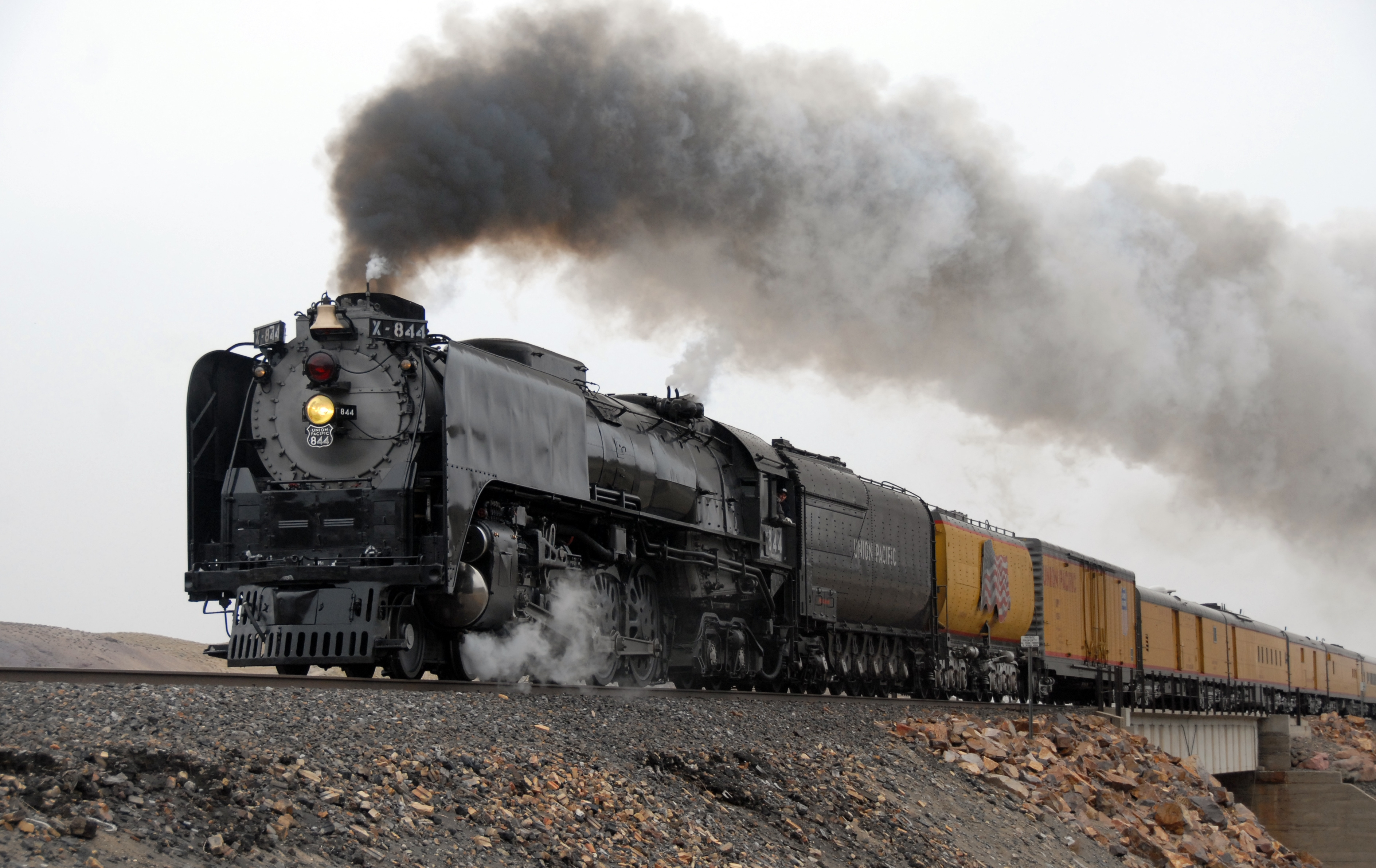
На пути из Элко в Спаркс (Невада, 2009 год)

- 814 (FEF-1) — Каунсил-Блафс (Айова)
- 833 (FEF-2) — Огден (Юта)
- 838 (FEF-3) — Шайенн (Вайоминг) — используется как источник запчастей, но техническое состояние основных компонентов лучше, чем у активно эксплуатируемого 844.

## На экранах
- с 1989 по 1995 присутствовал на заставке и финальных титрах детского сериала Shining Time Station.
- ему почти полностью посвящена 8-я серия (Паровоз) документального сериала Экстремальные поезда.
- под временным номером 8444 присутствовал в документальном фильме Пар в Лос-Анджелесе (англ. Steam To Los Angeles).